# Potok Górny

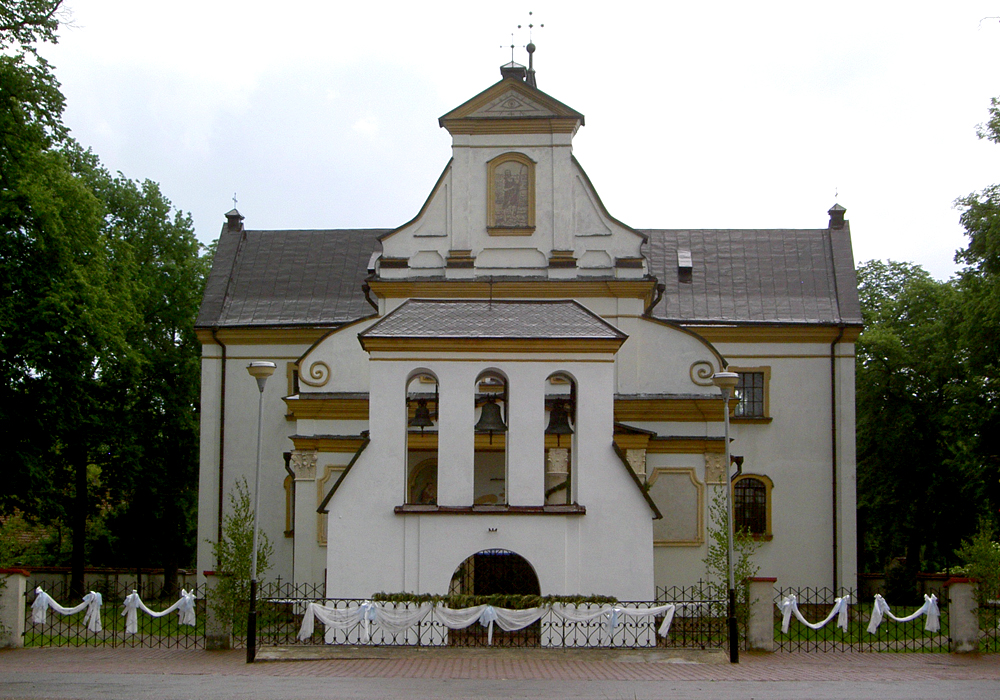
Kościół w Potoku Górnym

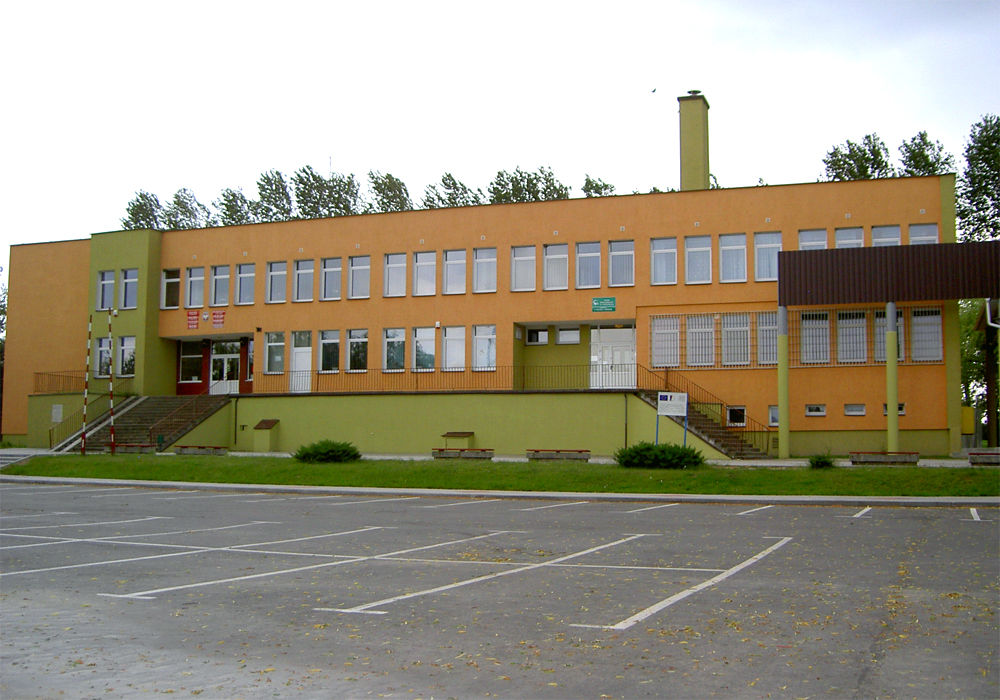
Urząd Gminy w Potoku Górnym

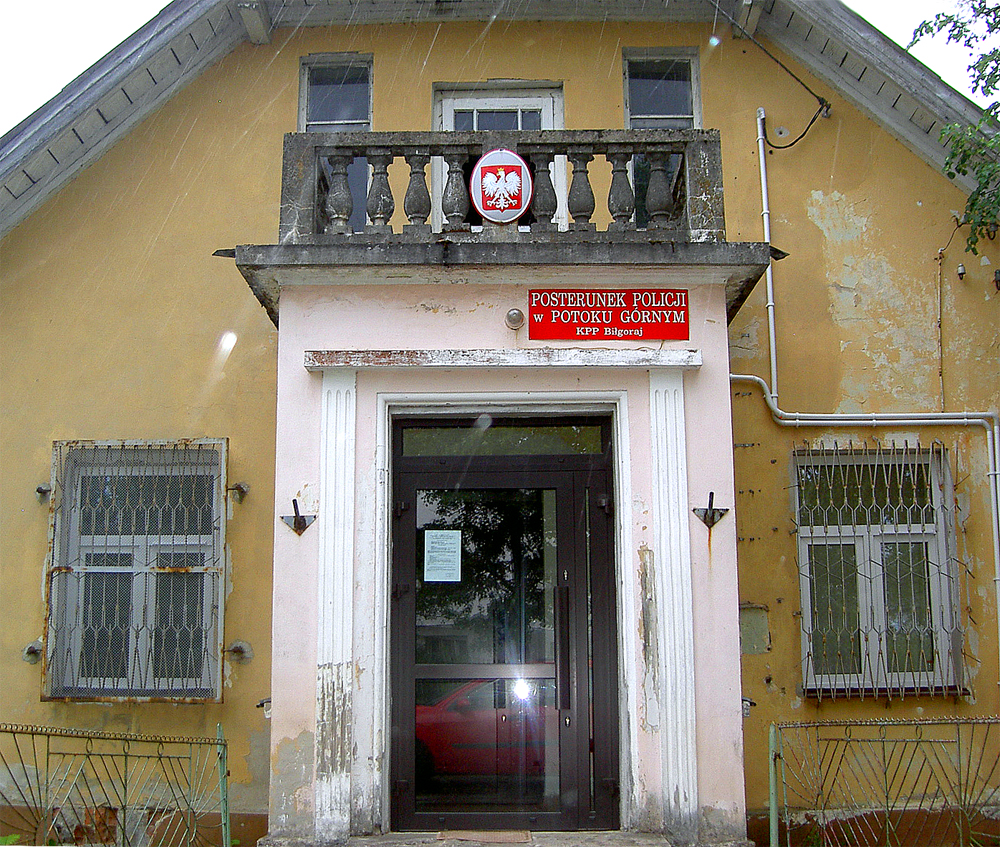
Posterunek Policji

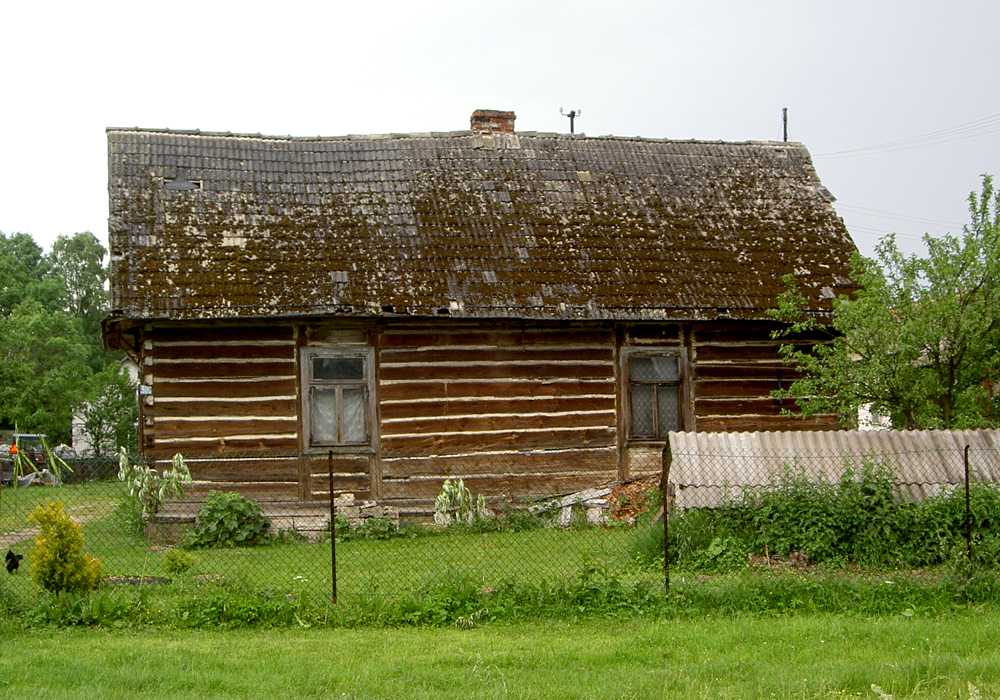
Jedna z chałup w Potoku Górnym

Potok Górny (dopełniacz: Potoka Górnego) – wieś w Polsce położona w województwie lubelskim, w powiecie biłgorajskim, w gminie Potok Górny
Miejscowość jest siedzibą wiejskiej gminy Potok Górny. W latach 1954–1972 miejscowość była siedzibą gromady Potok Górny. Na terenie wsi utworzono dwa sołectwa: Potok Górny cz. 1 i Potok Górny cz. 2.   Według Narodowego Spisu Powszechnego z roku 2011 wieś liczyła 1296 mieszkańców i była największą co do liczby ludności miejscowością gminy.
Wieś jest siedzibą rzymskokatolickiej parafii św. Jana Chrzciciela w Potoku Górnym.

## Położenie
Potok Górny leży w południowo-zachodnim krańcu powiatu biłgorajskiego i zarazem województwa lubelskiego, na obszarze Płaskowyżu Tarnogrodzkiego, nad rzeką Borowiną. Niedaleko wsi przebiega droga wojewódzka nr 863 w relacji Krzeszów – Cieszanów. Najbliższym miastem jest Tarnogród, w odległości ok. 15 km od Potoka.

## Części wsi
| SIMC    | Nazwa      | Rodzaj    |
| ------- | ---------- | --------- |
| 0896427 | Poduchowne | część wsi |
| 0896433 | Przysiadki | część wsi |
| 0896440 | Rowy       | część wsi |

## Historia
W XVI wieku Potok Górny nosił nazwę Dziewiczy Potok i leżał w starostwie krzeszowskim w ziemi przemyskiej (województwo ruskie). W 1588 znalazł się w dobrach Jana Zamoyskiego a następnie Ordynacji Zamojskiej, gdzie został w 1792 ośrodkiem klucza, przyjmując nazwę Potok Ordynacki. W zapisach archiwalnych istniało rozróżnienie na Potok Górny oraz Potok Dolny. Wkrótce tą pierwszą nazwą zaczęto określać obydwie części miejscowości. W czasach Księstwa Warszawskiego i Królestwa Kongresowego wieś znalazła się w granicach powiatu tarnogrodzkiego (do 1842 roku). W 1867 przeszła do gminy Krzeszów w powiecie biłgorajskim. Dopiero w 1973 Potok stał się stolicą samodzielnej gminy.
Przez większość istnienia, z uwagi na położenie z dala od szlaków komunikacyjnych, wieś była omijana przez działania wojenne. Pod koniec XVIII wieku wieś była dziesiątkowana przez zarazę cholery – największe jej nasilenie przypadło na 1777 rok, gdzie według szacunków liczba mieszkańców zmniejszyła się o połowę. Potok Górny i okolice, obok Babic, był największym w powiecie biłgorajskim skupiskiem ludności prawosławnej.
17 grudnia 1943 roku, polskie podziemie zamordowało w Potoku Górnym Dmytra Bonna, Katerynę Bonna, Mykołę Jaceczko oraz Iwana Jaceczko.
W odwecie 19 grudnia 1943 roku, oddziały ukraińskie pod dowództwem Wołodymyra Darmochwała, ukraińscy policjanci z posterunków w Potoku Górnym, Biszczy, Kuryłówce, Księżpolu, Tarnogrodzie, Dzikowie i Cieplicach razem z oddziałem niemieckiej żandarmerii zamordowali 19 mieszkańców wsi i dalsze kilkanaście osób w Zagródkach i Dąbrówce. Zginął wówczas także ks. Błażej Nowosad, który nie chciał opuszczać parafian pomimo wcześniejszych ostrzeżeń o zbliżającym się oddziale ukraińskim. W 1944 oddziały AK i Batalionów Chłopskich zorganizowały w Potoku Górnym akcję odwetową.

## Religia
Głównym zabytkiem Potoka jest murowany kościół rzymskokatolicki pw. Jana Chrzciciela, zbudowany w latach 1743–1754. Parafia w Potoku Górnym ma jednak historię sięgająca XVI wieku, z pierwszym kościołem ufundowanym w 1581 roku przez króla Stefana Batorego. Przy parafii działa cmentarz rzymskokatolicki.
W Potoku Górnym znajdowała się w przeszłości cerkiew prawosławna, wzmiankowana po raz pierwszy w 1612. Z czasem przyjęła postanowienia unii brzeskiej, a po jej kasacie znowuprawosławna. Została ona opuszczona po wywózkach ludności prawosławnej narodowości ukraińskiej i w 1955 została rozebrana. Materiał ze zburzonego budynku wykorzystano do budowy szkoły podstawowej we wsi. W Potoku Górnym znajdują się również resztki cmentarza prawosławnego, zdewastowanego po 1945.

## Infrastruktura i kultura
W Potoku Górnym znajduje się m.in. ośrodek zdrowia, komenda policji i Gminny Ośrodek Kultury, przy którym funkcjonuje od 1993 roku Dęta Orkiestra Strażacka, licząca ok. 30 osób.